# ارتباطات همراه سونی
این شرکت سابقاً  سونی اریکسون نام داشت شرکتی که مشترکاً توسط سونی و اریکسون در سال ۲۰۰۱ برای تولید موبایل تأسیس شده بود
.

## لوگوی سابق ارتباطات همراه سونی

لوگوی رسمی سونی اریکسون

1. ↑  "Sony rethinks mobile business, expects 1,000 layoffs after projecting $2.1B loss this year". Retrieved January 7, 2015.